# Polybia spilonota
Polybia spilonota är en getingart som beskrevs av Cameron 1904. Polybia spilonota ingår i släktet Polybia och familjen getingar. Inga underarter finns listade i Catalogue of Life.